# Indywidualne Mistrzostwa Szwecji na Żużlu 1958
Indywidualne Mistrzostwa Szwecji na Żużlu 1958 – cykl turniejów żużlowych, mających wyłonić najlepszych żużlowców szwedzkich. Tytuł wywalczył Rune Sörmander (Dackarna Målilla). 

## Finał
- Sztokholm, 3 października 1958

| Msc. | Zawodnik            | Klub                 | Pkt   |  |  |
| ---- | ------------------- | -------------------- | ----- |  |  |
| 1    | Rune Sörmander      | Dackarna Målilla     | 15    |  |  |
| 2    | Olle Nygren         | Monarkerna Sztokholm | 13 +3 |  |  |
| 3    | Ove Fundin          | Kaparna Göteborg     | 13 +2 |  |  |
| 4    | Per Olof Söderman   | Vargarna Norrköping  | 11    |  |  |
| 5    | Joel Jansson        | Vargarna Norrköping  | 9     |  |  |
| 6    | Allan Nilsson       | Dackarna Målilla     | 8     |  |  |
| 7    | Bert Lindarw        | Vargarna Norrköping  | 8     |  |  |
| 8    | Rune Claesson       | Filbyterna Linköping | 6     |  |  |
| 9    | Göran Norlén        | Monarkerna Sztokholm | 6     |  |  |
| 10   | Bernt Nilsson       | Monarkerna Sztokholm | 6     |  |  |
| 11   | Alf Jonsson         | Dackarna Målilla     | 6     |  |  |
| 12   | Thorvald Karlsson   | Dackarna Målilla     | 5     |  |  |
| 13   | Olle Andersson      | Filbyterna Linköping | 5     |  |  |
| 14   | Björn Knutsson      | Vargarna Norrköping  | 5     |  |  |
| 15   | Olle Segerström     | Vargarna Norrköping  | 3     |  |  |
| 16   | Per Tage Svensson   | Filbyterna Linköping | 1     |  |  |
|      | rez. Bengt Eriksson | Getingarna Sztokholm | 0     |  |  |